# Kazim as-Sahir

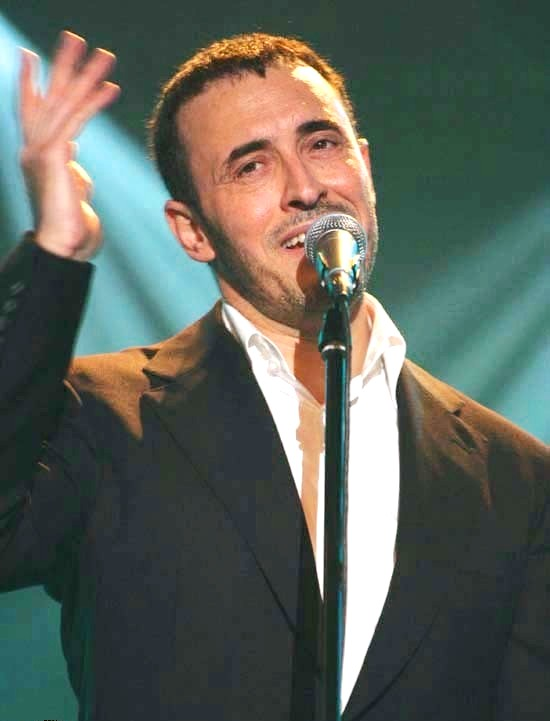
Kazim as-Sahir

Kazim as-Sahir (auch Kazem Al Sahir, Kadim Al Sahir arabisch كاظم الساهر, DMG Kāẓim as-Sāhir, bürgerlich Kadim Jabbar Al Samarai; * 12. September 1957 in Mosul) ist ein irakischer Sänger, Dichter und Komponist. Er wurde als „Caeser der arabischen Musik“, „Elvis des Nahen Ostens“, „Robbie Williams des Nahen Ostens“, „Iraks diplomatischer Botschafter zur Welt“ und „Iraks Botschafter für Frieden“ bekannt.
As-Sahir hat sich mit über 30 Millionen verkauften Alben als einer der erfolgreichsten arabischen Sänger erwiesen. Seine Arbeit reicht von romantischen Balladen zu politischen Werken.

## Leben

### Kindheit und Jugend
Kazim verbrachte einen großen Teil seines Lebens mit seiner Familie in Bagdad. Dort interessierte er sich schon früh für Musik. Seine Mutter ausgenommen, erhielt er keinerlei Unterstützung von seiner Familie, die von ihm die Ausübung eines ordentlichen Berufs, wie Arzt oder Anwalt, erwartete. As-Sahir begleitete seinen Bruder zu mehreren Konzerten in Bagdad. Dort lernte er, dass man „sich selbst und die Musik respektieren muss, um Erfolg zu erreichen“. Im Alter von 10 Jahren begann er, seine eigene Musik zu schreiben. Nachdem er sein Fahrrad verkauft hatte, kaufte sich as-Sahir im Alter von 12 Jahren sein erstes Instrument – eine Gitarre.
1978 studierte er Pädagogik und wurde als Lehrer an einer Schule in Mosul eingestellt. Im Alter von 21 Jahren wurde er als Student im Institut der Musik in Bagdad aufgenommen. Dort studierte er 6 Jahre und wurde stark von der Musik des ägyptischen Komponisten Mohammed Abdel Wahab beeinflusst.

### Professionelle Karriere

#### 1980 bis 1999
Sein erstes offizielles Video wurde von einem irakischen Fernsehsender, dessen Direktor Sahirs Freund war, herausgegeben. Das Lied Ladghat Hayya („Schlangenbiss“) wurde 1987, ein Jahr vor dem Ende des Ersten Golfkrieges, im irakischen Fernsehen übertragen. Aufgrund der Empfindlichkeit damals war das Lied eine Quelle der Kontroverse. So drohten irakische Behörden, das Lied zu verbieten, sollte as-Sahir den Text nicht ändern. Seine Weigerung und das sich daraus ergebende Verbot trugen zur Popularität des Liedes bei. Bald gab er Konzerte am Persischen Golf und arbeitete mit kuwaitischen Labels.
Ein Jahr später wurde sein Lied Abart Al Shat („Ich habe den Fluss überquert“) ein Hit. As-Sahir umging darin die damals traditionelle Musik. 1989 unternahm Sahir seine erste US-Tour. Er wurde in der arabischen Welt durch seinen nächsten Hit La Ya Sadiki („Nein, mein Freund“) bekannt, der ungefähr eine Stunde dauerte.
Während des Zweiten Golfkrieges im Jahr 1991 zog as-Sahir mit seiner Familie nach Jordanien. Dort hielt er einige seiner erfolgreichsten Konzerte in Jerash und produzierte zwei Alben mit dem Samer-Baghadi-Studio in Amman. Danach ist as-Sahir in den Libanon gezogen, wo er einen Vertrag mit dem syrischen Dichter Nizar Qabbani unterschrieb. Dieser schrieb seitdem mehr als 30 Lieder für Sahir. As-Sahir sang im Gegenzug auch einige Gedichte Qabbanis.
Bald wurde Kazim as-Sahir der bekannteste Musiker im Nahen Osten. 1998 hatte er zehn veröffentlichte Alben und wurde als Künstler, nicht als Popstar, gefeiert. Sahir erhielt eine UNICEF-Auszeichnung, als er sein Lied Tathakkar („Erinnere Dich“) vor dem US-Kongress und der UN vortrug. Im darauf folgenden Jahr sang er einen Tribut für den damaligen Papst Johannes Paul II. mit einem italienischen Orchester.

#### 2000 bis heute
Im Jahr 2000 kam Sahirs Album El Hob El Moustahil („Die unmögliche Liebe“) heraus. Es war das erste Album, welches offiziell in den USA herausgegeben wurde. Daraufhin nahm Sahir an der Mondo Melodia tour teil, welche die ganze USA durchquerte.
Aufgrund des Irakkrieges arbeitete Sahir im Jahr 2003 mit Lenny Kravitz zusammen. Über die Organisation Rock the Vote gaben sie ein Anti-Kriegs-Lied unter dem Namen We Want Peace heraus. Kurz darauf veröffentlichte Sahir ein neues Lied unter dem Namen Entahat Al Harb („Der Krieg ist vorbei“), das er mit Sarah Brightman sang. Im Jahr 2004 setzte er seine internationale Arbeit fort und arbeitete mit verschiedenen Sängern, unter anderem mit den Produzenten KC Porter, Dawn Elder, und Quincy Jones.
2004 war er der erste arabische Sänger, der an Unity, dem offiziellen Album der Olympischen Sommerspiele 2004, teilnahm.

## Wohltätigkeit
In den letzten 15 Jahren nahm Kazim an vielen Wohltätigkeitskonzerten teil. Das Wichtigste war seine Teilnahme an dem Royal-Albert-Hall-Konzert. Im Jahr 1997 sang er Tathakkar („Erinnere Dich“). Am 23. Mai 2004 hielt er ein Konzert für die Kinder des Nahen Ostens, dessen Einnahmen an die Melkonian Foundation gingen. Diese Organisation hilft über 50.000 Kindern im Nahen Osten. Er hielt ein weiteres Konzert am 14. März 2006, dessen Einnahmen auch an die Melkonian Foundation gingen.
Er nahm an vielen Konzerten, im Libanon, Jordanien, Tunesien, Irak, Ägypten und Algerien, zum Wohle der Kinder mit Krebs teil.

## Diskografie

### Singles (Auswahl)
| - 1995: Ha Habibi - 1995: Kolak Ala Badhak - 1995: Dhomni Ala Sadrak - 1996: Zeidini Ishqan - 1996: Fi Madrasat Al Hob - 1997: Ana Wa Laila - 1999: Qoulee Ouhibbouka - 2002: Eid Wa Hob - 2003: Hal Endak Shak - 2004: Ahibini Bala Ukad - 2006: Ajlissou (mit Cheb Mami) | - 2009: Al Mahkamah - 2011: Marat Al Bali - 2016: Eid Al Ashak - 2016: Koni Imraatan - 2016: Min Kitab Al Hob - 2016: Shounoun Saghira - 2016: Lao Lam Takouni Anti Fi Hayati - 2016: Fakihat Al Hob - 2016: Mali Khelek - 2024: Ya Wafiya |

## Auszeichnungen
- Geehrt vom Generalsekretär der Arabischen Liga und arabischen Minister für Kultur erster Klasse
- Botschafter der irakischen Lieder-Medaille (1993)
- Geehrt beim Kairo Fest für arabische Musik (1996 und 2001)
- Medaille der Kreativität von der Union Irakischer Künstler (1997)
- UNICEF Award für sein Lied Tathakkar („Erinnere Dich“) (1998)
- Al-Hussain Orden für Exzellenz (Jordanien) 1. Klasse (2001)
- Sein Lied Ana wa Leila („Leila und ich“) kam als einziges arabischsprachiges Lied auf Platz 6 der BBC: The Worlds Top Ten (2002)[6]
- Geehrt vom Sydney Opera House (2002)
- Erhielt den Schlüssel der Stadt Sydney (2002)
- Er gewann vom BBC Radio 3 World-Music-Auszeichnungen für den Nahen Osten und Afrika sowie eine Publikumsauszeichnung, die er in einem speziellen Konzert in Edinburgh, Schottland erhielt. (2004)[7]
- Tunesischer Orden für Kultur 1. und 2. Klasse (2004)
- Geehrt im Fez Festival, Marokko und erhielt den Schlüssel der Stadt Fez. (2005)
- Ausgezeichnet als bester männlicher arabischer Sänger von Jordan Awards (2010)
- Er erhielt auch die UNICEF-Anerkennungsauszeichnung, Britain’s Royal Academy Award, Australia Broadcast Coorparations International Music Competition Award, und Ehrendoktor der Künste und Kulturen von der Amerikanischen Universität Beirut.
- Als UNICEF-Botschafter für den Irak ernannt. Dieser Grund ermöglichte es Kazim, nach 14 Jahren in den Irak zurückzukehren. (2011)[5]